# (27918) Azusagawa
(27918) Azusagawa est un astéroïde de la ceinture principale.

## Description
(27918) Azusagawa est un astéroïde de la ceinture principale. Il fut découvert le 6 novembre 1996 à Chichibu par Naoto Satō. Il présente une orbite caractérisée par un demi-grand axe de 3,21 UA, une excentricité de 0,07 et une inclinaison de 14,2° par rapport à l'écliptique.

## Compléments